# 2,5-Dimethoxythiophenol
2,5-Dimethoxythiophenol ist eine chemische Verbindung aus der Gruppe der Thiophenole.

## Gewinnung und Darstellung
2,5-Dimethoxythiophenol kann durch Reaktion von Dimethoxybenzolsulfonsäurechlorid mit Zink gewonnen werden.

## Eigenschaften
2,5-Dimethoxythiophenol ist eine farblose bis gelbe stinkende Flüssigkeit.

## Verwendung
2,5-Dimethoxythiophenol wird zur Herstellung anderer chemischer Verbindungen (zum Beispiel von Tetrazolen) verwendet.